# Nemanjina ulica

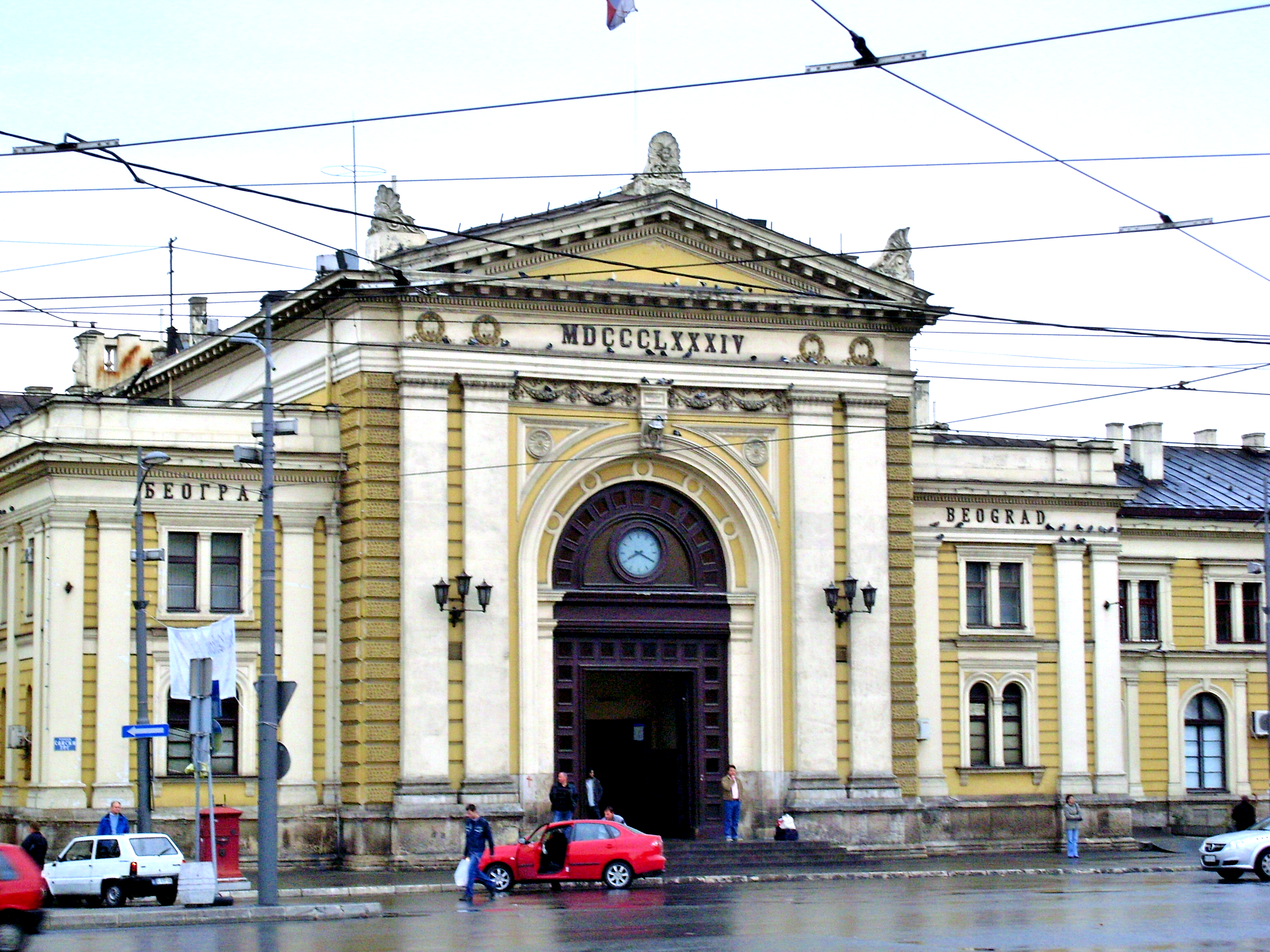
Dworzec Główny od strony Nemanjina ulica

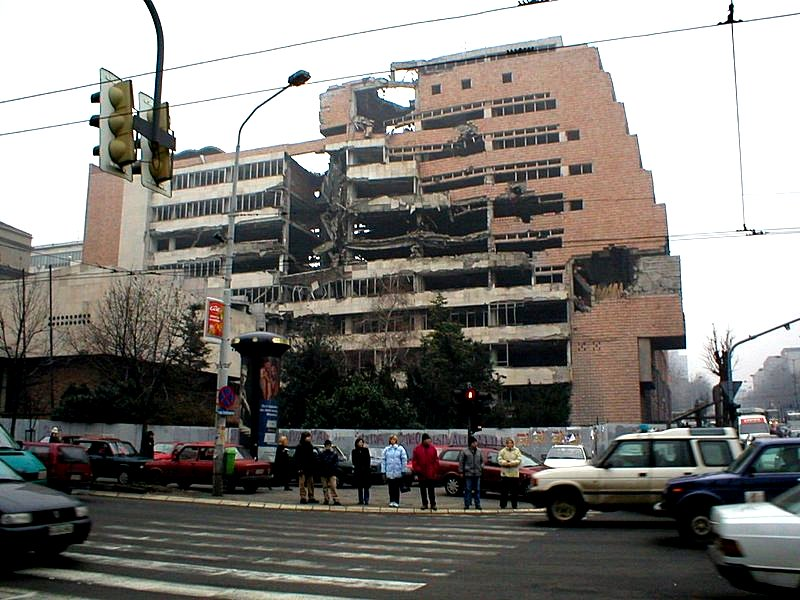
Zbombardowana MON przy Nemanjina ulica

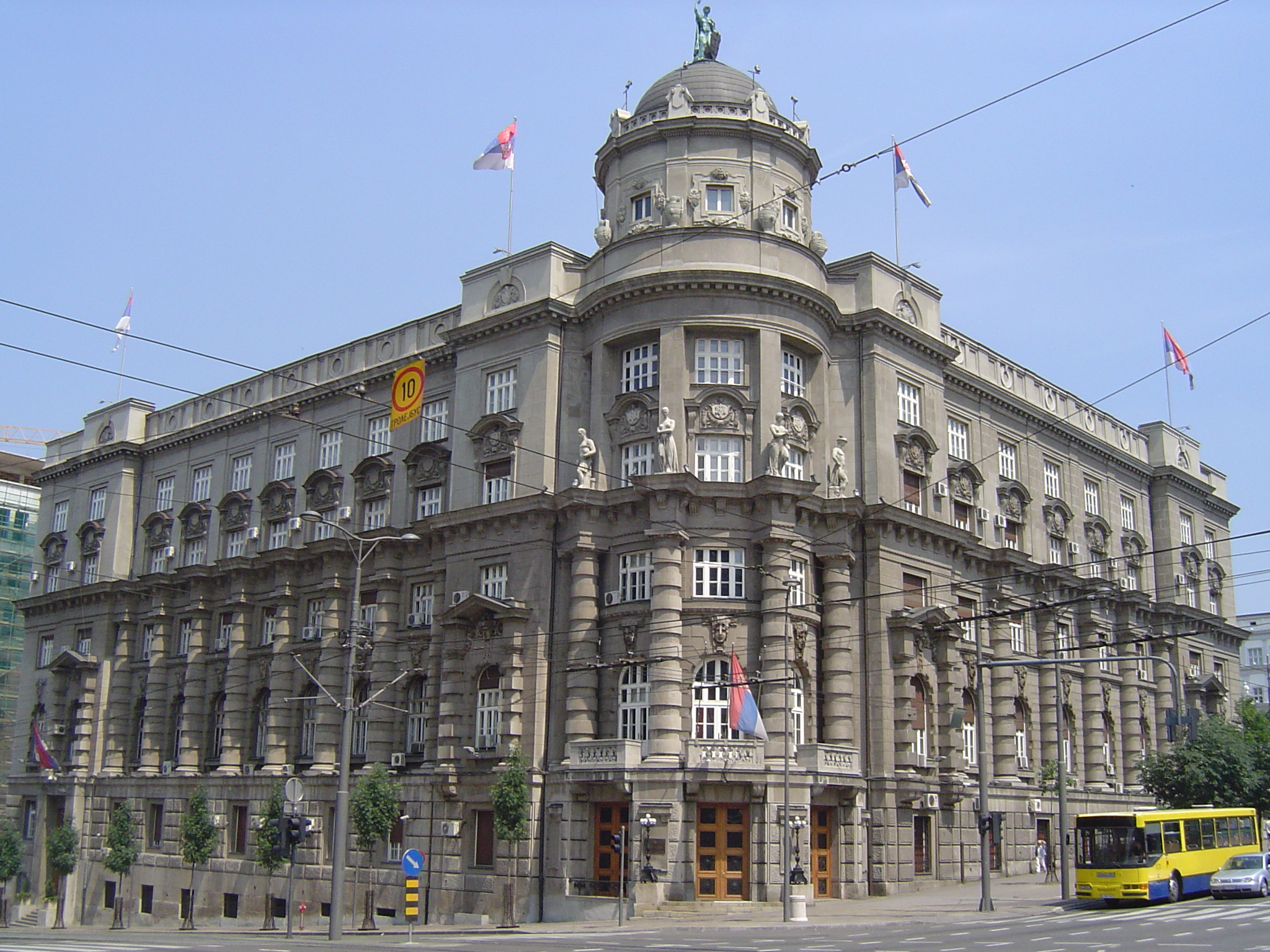
Budynek rządu Serbii

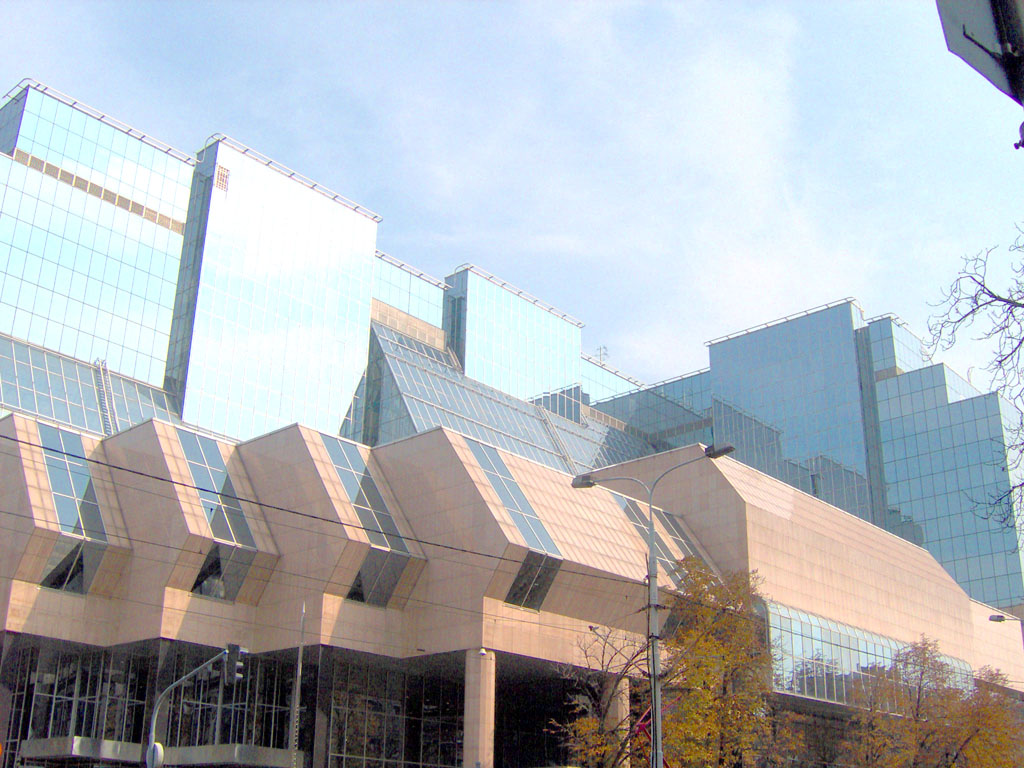
Budynek Banku Narodowego przy Nemanjina ulica

Nemanjina ulica (serb. cyrylicą: Немањина улица) - ważna arteria komunikacyjna w centrum Belgradu w Serbii, w dzielnicy Savski venac. Po zakończeniu budowy dworca kolejowego w 1884 roku, ulica ta stała się jednym z głównych szlaków komunikacyjnych miasta. Nazwa ulicy, nadana w 1896 roku, pochodzi od serbskiego władcy z XII wieku, Stefana Nemanji.

## Położenie i architektura
Nemanjina ulica znajduje się w jednym z najważniejszych miejsc Belgradu. Krzyżuje się z ulicą Kneza Miloša. Nemanjina ulica to czteropasmowa arteria łącząca dworzec kolejowy z placem Slavija, jednym z głównych placów Belgradu. Znajduje się tu wiele z ważnych budynków administracji państwowej, m.in. Ministerstwo Obrony Narodowej, które został zbombardowane w 1999 roku, podczas nalotów NATO w czasie interwencji w Jugosławii, a także nowy budynek Narodowego Banku Serbii. Budynek rządu Serbii przed którym serbski premier Zoran Đinđić został zamordowany 12 marca 2003 znajduje się również przy tej ulicy.

## Przebudowa
Zimą 2005 roku, rozpoczęła się przebudowa ulicy. Było to jedno z najważniejszych przedsięwzięć inwestycyjnych miasta. Mimo znacznego skomplikowania technicznego i trudnych warunków kompleksowa modernizacja ulicy została zakończona już wiosną 2006 roku.